# 79th Street Boat Basin
La 79th Street Boat Basin es una marina ubicada en el río Hudson en el barrio del Upper West Side del borough de Manhattan en Nueva York. Esta en Riverside Park al pie de la calle 79 oeste. Mantenida y operada por el Departamento de Parques y Recreación de la Ciudad de Nueva York, es la única instalación en la ciudad que permite tener a los botes durante todo el año.

## Historia

### Historia temprana del sitio
Durante los primeros años de la ciudad de Nueva York, el sitio donde se encuentra Riverside Park no estaba construido y consistía de afloramientos rocosos y acantilados empinados por toda la orilla del río Hudson. Antes de la llegada de los europeos, nativos americanos poblaban escasamente estos territorios.  En 1846, el Hudson River Railroad tendió rieles a lo largo de la orilla del Hudson para acelerar el transporte de bienes desde Albany hasta Manhattan. En 1865, William R. Martin, un comisionado de la Junta del Parque Central propuso un camino panorámico y un parque a lo largo del río Hudson. Durante los siguientes dos años, la ciudad compró los terrenos entre la vía del tren y los acantilados de la orilla y en 1873, la Junta de Parques de la Ciudad de Nueva York comisionó la construcción de Riverside Park. El codiseñador del Central Park, Frederick Law Olmsted, fue nombrado diseñador en jefe de este parque. Su diseño, que fue aceptado en 1875, incluyó un camino de herradura y puestos de turismo así como caminos pedestres accesibles desde los vecindarios al este.
El parque fue concluido por el sucesor de Olmsted Calvert Vaux, pero pronto se vio rodeado de depósitos de carbón, cabañas y basureros.

### La era de Robert Moses

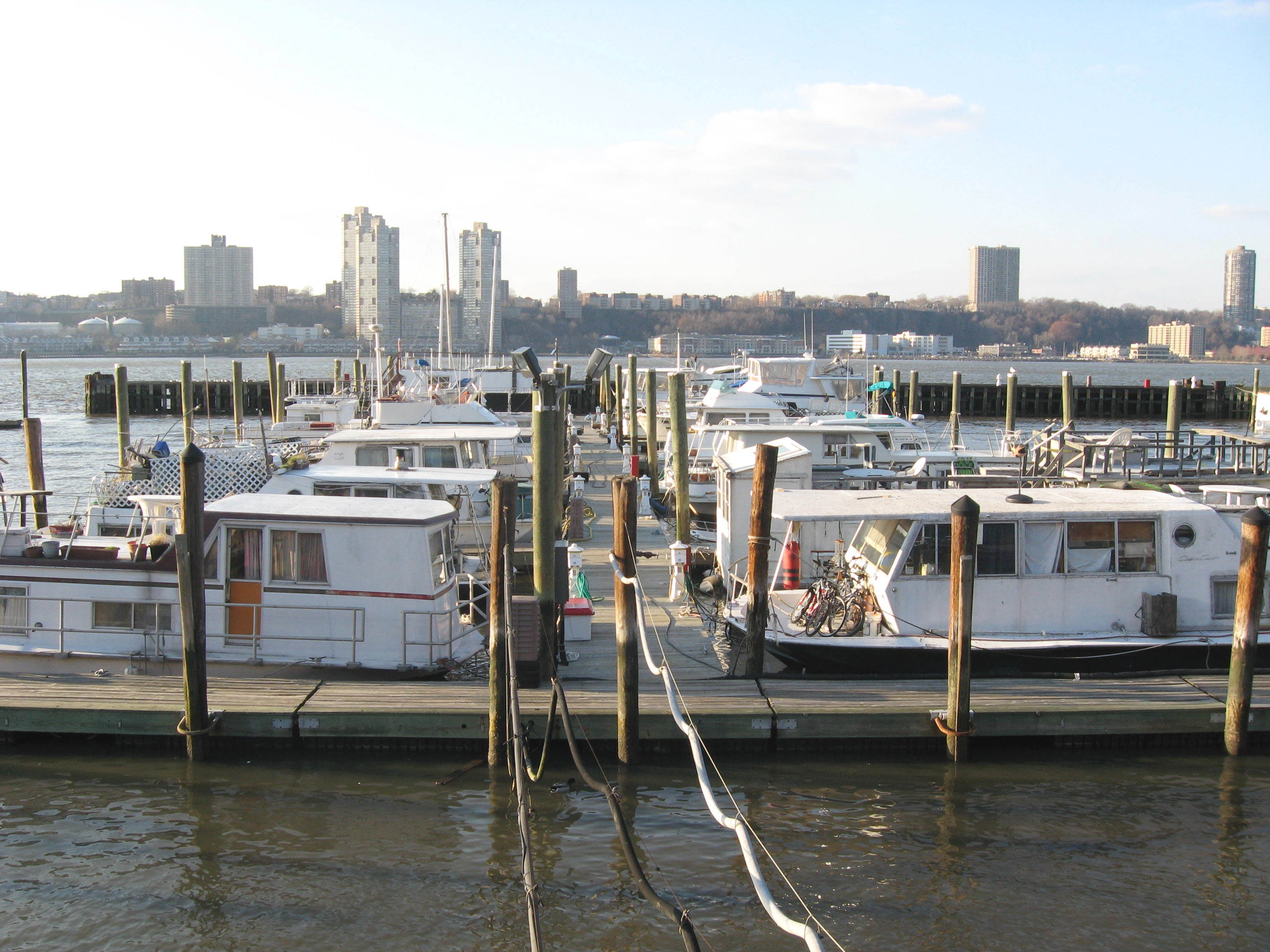
Vista desde Hudson River Greenway

Para 1921, Riverside Park estaba deteriorado hasta ser un lodazal. Cercas de alambre de púas evitaban que los pobladores se acercaran a la orilla. A inicios de los años 1920, la firma arquitectónica de McKim, Mead & White había enviado una propuesta de una rotonda elevada cubriendo las vías del tren. La rotonda fue parcialmente construida junto con partes de una autopista que también estaba bajo construcción en el lado oeste de Manhattan. Esto atrajo la atención de ciudadanos y políticos a esta descuidada área.
La ciudad de Nueva York anunció el Proyecto de Mejora del Lado Oeste en 1934. Robert Moses era en esta época el comisionado de parques de la ciudad y tomó control del proyecto. Moses lo expandió a una entrada/salida multinivel de gran arquitectura a la Henry Hudson Parkway, todo bajo el nombre "79th Street Grade Crossing Elimination Structure" (en inglés: Eliminación de estructuras a desnivel de la calle 79). The multi-level structure was designed by Gilmore David Clarke. Moses was able to raise $109,000,000 to begin the project. para lo que la Works Projects Administration proveyó el equivalente a 91.8 millones de dólares de hoy.
Moses contrató al arquitecto e ingeniero Clinton Lloyd para trabajar en los elementos estructurales con el arquitecto paisajista Gilmore Clarke, quien se encargaría del paisaje.  La estructura fue construida principalmente de concreto, pero la parte sobre el terreno esta revestida de piedra cortada. El plano inicial de McKim, Mead & White establecía que el exterior fuera recubierto de piedra oscura tallada en bruto, pero Clinton Lyod modificó sus planos y utilizó piedra con un corte más fino. El proyecto creó el Freedom Tunnel, un garaje subterráneo, un restaurante y la marina. La rotonda fue diseñada para soportar el peso del alto tráfico. Las grandes columnas de soporte son visibles dentro del café.
La rotonda de la calle 79 y la marina así como el resto del Proyecto de Mejoramiento de la calle 79 fueron finalizados en 1937.

### Años recientes
Para los años 1960, aunque el restaurante ya no funcionaba, la mayor parte de los lugares de amarre estaban ocupados por botes durante todo el año. Entre los residentes anuales estaban el escritor de la Mad Magazine Dick DeBartolo, quien usaba su bote como su oficina. Mario Puzo y Frank Sinatra también utilizaban la marina. En los años 1960, Roy Cohn amarró su yate de 29 metros y lo utilizó para atender a los líderes políticos de la ciudad.
En 1979, la ciudad buscó cancelar un acuerdo de concesión firmado en 1977 con Nichols Yacht Yards para operar la marina señalando que Nichols había reportado menores ingresos y había actuado como un "casero ausente". Los propietarios de los botes administrarían la marina hasta que se encontrar un operador apropiado. Aunque Nichols obtuvo una orden judicial bloqueando la resolución del contrato en diciembre de 1979, la operación de esa forma sobre la infraestructura terminó en 1982, con Nichols habiendo gastado $250,000 en honorarios legales para luchar contra la ciudad y enfrentar una "huelga de pago" por parte de los propietarios de los botes.
En 1992, un acuerdo de cinco años fue firmado con los propietarios de los botes y la ciudad, estableciendo que el 25% de los costos de amarre debían ser invertidos en mejoras a las infraestructuras como nuevos embarcaderos y líneas eléctricas. Para 1996, los residentes anuales se quejaron de que el proyecto de 18 meses de largo, implementado a un costo de $1.4 millones ($2.7 millones de hoy), fueron hechos de mala forma.

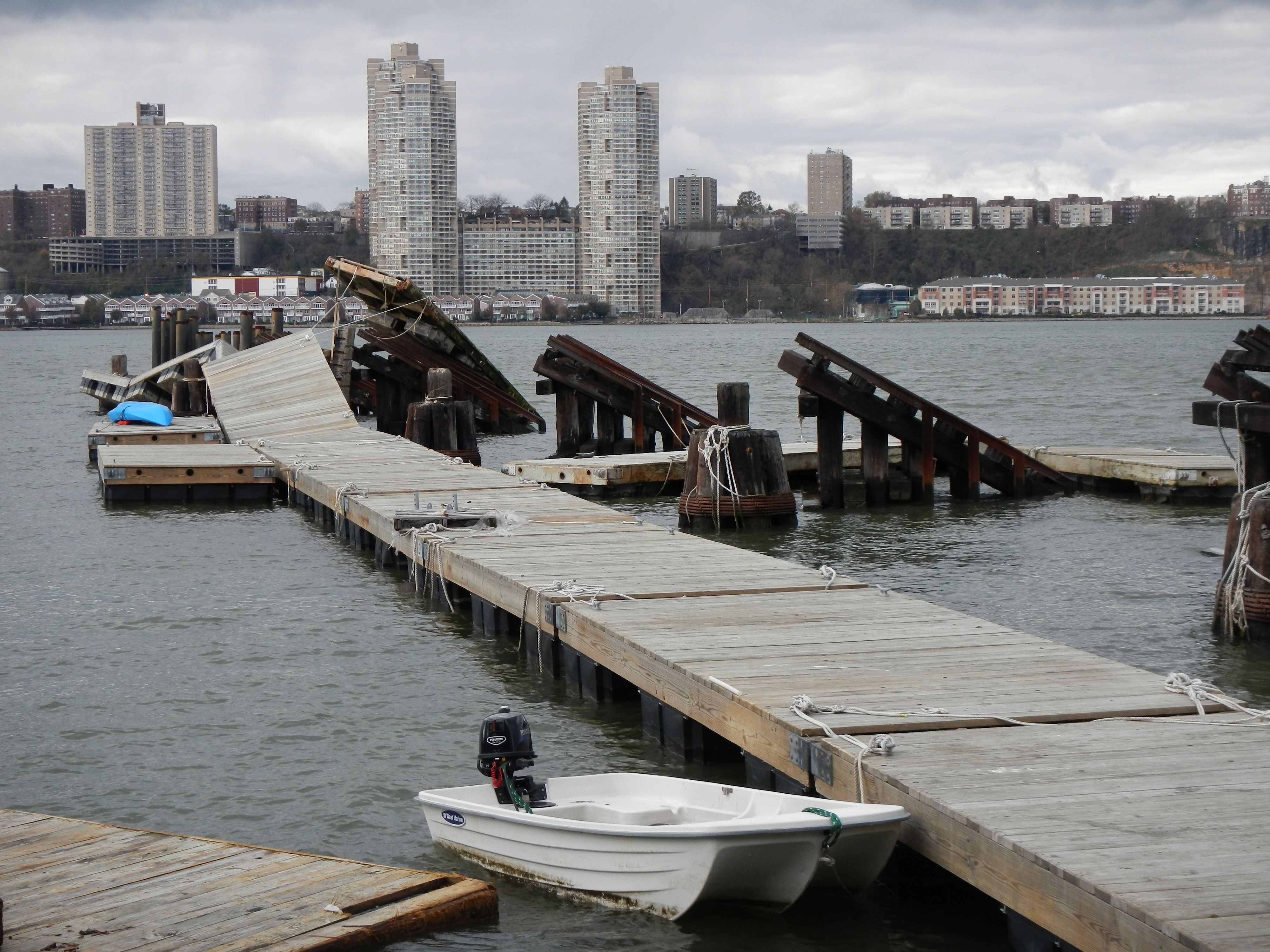
Daños del Huracán Sandy

La ciudad dejó de emitir los permisos anuales en 1994, buscando que haya más espacio disponible para residentes temporales entre los 116 puntos de amarre. Luego de que se recibieron las quejas, el Departamento de Parques aceptó incrementar el número de residencias anuales a 52 que empezaron pagando un monto de 5 mil dólares dependiendo del tamaño del bote. Para mayo del 2009, el Departamento empezó a requerir a todos los botes que estuvieran en buen estado para navegar. Hacia el 2008, había 19 botes que no eran considerados con buen estado para navegar y que requerirían estar operativos en caso de una evacuación. Para el verano del 2012, varios propietarios notaron que la marina estaba deteriorada y pidieron que la ciudad la arregle. In June of 2021,the mayor announced that the city would collaborate with FEMA to overhaul the basin. The facility is to be vacated by November 1, 2021 and work is expected to last for at least two years.